# Marco Ruas
Marco Antônio de Lima Ruas (23 de enero de 1961) es un artista marcial y luchador de vale tudo brasileño, conocido por su trabajo en los primeros eventos de Ultimate Fighting Championship. Gracias a su experiencia en varias disciplinas, Ruas es considerado uno de los primeros luchadores completos de artes marciales mixtas (MMA), y tiene el crédito de haber popularizado el muay thai a nivel internacional en este terreno. Así mismo, es fundador del estilo conocido como "Ruas Vale Tudo", y entre sus aprendices se cuentan Pedro Rizzo y Debi Purcell.

## Carrera
Admirador de Bruce Lee desde su infancia, Ruas entró en el mundo marcial a los 9 años gracias a su padre, que regentaba un gimnasio de judo y otras artes. Esto permitió al joven Marco empaparse de todo tipo de disciplinas, a las que se adaptó con gran talento: taekwondo, boxeo, lucha amateur, e incluso capoeira, esta última bajo la tutela de Mestre Camisa en el Santa Luzia Club. No obstante, las principales fueron el muay thai, cuyo carácter duro y directo marcó su estilo de lucha, y la luta livre, que entrenó extensamente con Roberto Leitao y Euclydes Hatem. En esa época, la rivalidad entre gimnasios era tal que cada uno prohibía a sus estudiantes entrenar en ningún otro lugar, y por eso Ruas se negó a unirse formalmente a ningún equipo concreto, con tal de poder seguir ampliando sus conocimientos. Según Marco, su pasión por las artes marciales era tal que no estaba interesado siquiera en tener novia a fin de pasar todo su tiempo libre entrenando.
En 1984, hizo su debut en el vale tudo en 1984, con Leitao como su entrenador personal. Su variedad de estilos hizo de él un luchador tan efectivo de pie como en el suelo, y esto le distinguía de la mayor parte de artistas marciales de Brasil, que solían centrarse en un solo arte y despreciar los demás campos. Su éxito en los cuadriláteros le ganó el apodo de "O Rei das Ruas", (en portugués, "El Rey de las Calles"), que constituía un juego de palabras con su apellido, Ruas ("calles"). Contrariamente a la creencia popular, este apodo era más bien simbólico, ya que Marco no era dado a la pelea callejera y prefería luchar en eventos legales. Como usuario de luta livre, pronto se vio envuelto en la rivalidad contra la familia Gracie, un clan de puristas del jiu-jitsu brasileño que estaban fervientemente enfrentados con los practicantes de luta livre.
En un evento dedicado a la competición entre estas dos artes, Jiu-Jitsu vs Martial Arts, Ruas representó a la luta livre contra un aprendiz de Carlson Gracie, el veterano Fernando Pinduka, quien era considerado de forma unánime el ganador más probable. Pinduka empezó la lucha con patadas frontales, pero Ruas pronto mostró su superioridad en el golpeo y acertó múltiples puñetazos en el rostro hasta que Fernando logró derribarlo; sin embargo, de nuevo Marco probó ser superior en ese terreno también y, atrapando a Pinduka en su guardia, lanzó varios codazos a su cabeza. El aprendiz de los Gracie consiguió pasar su guardia en algunas ocasiones, pero no lograba mantener ninguna ofensiva importante, y el árbitro Hélio Vigio puso a ambos contendientes en pie para proseguir el combate. Ruas continuó castigando a Pinduka con golpes y le derribó, a lo que Fernando respondió saliendo por entre las cuerdas del cuadrilátero para evitar ser sometido. Reiniciada la lucha de pie, la situación se mantuvo a favor de Ruas, y Pinduka parecía cada vez más dañado y a poco de caer noqueado, pero fue capaz de llevar a Marco al suelo y tomar media guardia en un intento de volver las tornas a su favor. La ronda terminó sin que ninguno de los dos hiciera ningún movimiento decisivo. En la segunda, un desesperado Pinduka volvió a intentar derribar a Ruas, quien no se resistió al lanzamiento, sino que cerró su guardia y volvió a asestar codazos a la cabeza del jiujitsuka. Al final, Pinduka pasó su guardia e intentó atacar con puñetazos, pero la defensa de Ruas era demasiado sólida y le impidió causar daño importante. De este modo los 20 minutos se agotaron y la lucha terminó en empate por falta de resultado. Aunque Ruas cree a día de hoy que el árbitro Vigio -a sazón otro aprendiz de Carlson- estaba claramente a favor de su adversario, considera que su primer combate televisado fue una victoria, algo con lo que el público estuvo de acuerdo, viendo a los lutadores como ganadores del evento.
Después de ello, y siempre buscando mayor eficacia, Ruas comenzó a aprender jiu-jitsu brasileño bajo Oswaldo Alves, que no estaba afiliado con la familia Gracie y por ello no contaba con su simpatía. Tiempo más tarde, Marco recibiría un cinturón negro en BJJ de manos de Joe Moreira, en agradecimiento por haberle entrenado antes de su lucha contra el boxeador ruso Yuri Vaulin. Este hecho desató no poca indignación entre los jiujitsukas de Brasil, quien vieron esto como una irregularidad al no haberse ganado Ruas el rango por el sistema ortodoxo. Sin embargo, Ruas declaró que el cinturón no tenía importancia para él como rango, y que solamente lo consideraba un regalo.
A pesar de lo que se dijo en UFC, Ruas nunca llegó a luchar con Rickson Gracie. Fuentes cercanas a la familia Gracie sostenían que Rickson había ido al gimnasio de Ruas a retarle y que este se había negado a pelear sin antes cuatro meses de preparación, pero Ruas desmintió esto y afirmó que, si bien efectivamente Gracie había ido a su dojo, no había hablado de ningún combate contra él y se había limitado a retar a otros luchadores de menor rango.

### Ultimate Fighting Championship (1995, 1999)
Ruas hizo su debut para la Ultimate Fighting Championship en el evento UFC 7 de 1995. Gracias a su fama en Brasil, Marco era considerado favorito entre los candidatos a ganar el torneo, si bien su por entonces mánager Fredrerico Lapenda dijo falsamente que había llegado a la UFC gracias a haber empatado en una lucha con Rickson Gracie, hermano de la estrella Royce Gracie. Marco fue presentado como usuario de luta livre, pero su actuación destacó también por su habilidad con el muay thai. 
Su primer oponente, Larry Cureton, ofreció una significativa defensa a los intentos de grappling del Rei das Ruas debido a su mayor fuerza y tamaño, pero Marco lo acabó sometiendo con un heel hook. Más tarde avanzó a la segunda ronda ante Remco Pardoel, quien comenzó la lucha intentando encerrar a Ruas en un guillotine choke, pero este evitó la llave; el brasileño entonces usó una original táctica compuesta por pisotones a los pies para lacerar a Pardoel y llevarle a la lona. No mucho después Marco ganó la posición montada y Remco se rindió para evitar sufrir más daño. De este modo, el lutador alcanzó la final del torneo, donde se enfrentaría al enorme Paul Varelans. Aquí Ruas desveló su arsenal de golpes y patadas junto con los ya famosos pisotones, y tras varios minutos de castigo a las piernas, derribó a Varelans con una última patada de muay thai y una serie de ataques para recibir la victoria del torneo.
Como ganador de UFC 7, Ruas fue enviado al evento Ultimate Ultimate 1995, donde se encontrarían los anterior ganadores de torneos de la UFC y otros luchadores destacados, aunque se presentaría con sendas lesiones en una mano y un pie, lo que afectó a su rendimiento. En la primera ronda, Marco eliminó al fiero Keith Hackney por rear naked choke con facilidad, pero en la segunda, el ganador de UFC 6 Oleg Taktarov le ofreció un mayor desafío. Ambos púgiles hicieron gala de una estrategia pasiva y precavida, sin más intentos serios de ataque que las patadas y pisotones de Ruas. Adentrado el encuentro, Taktarov se mostró más activo, pero sus derribos fueron constantemente contrarrestados por Ruas, quien seguía aprovechando oportunidades y llegó a hacer sangrar al ruso. Al acabar la contienda, sin embargo, los jueces dieron la victoria a Taktarov, lo que resultó extremadamente controvertido, teniendo en cuenta en cuenta que Ruas había causado claramente mucho más daño a su oponente y que éste no había podido realizar ninguna ofensiva eficaz. Ruas se mostró descontento con la dirección de UFC por esto.
En julio de 1999, Ruas hizo su retorno como parte del UFC 21 enfrentándose a Maurice Smith, a esas alturas otro luchador tan desgastado como él. El brasileño contaba con la desventaja adicional de ir al evento con una lesión de rodilla reciente, y se mostró inusualmente inactivo en esta pelea; tras unos cuantos intentos de sumisión, Ruas se rindió y abandonó el evento con una marcada cojera. Esta sería su última aparición en Ultimate Fighting Championship.

### World Vale Tudo Championship (1996)
A su retorno a Brasil, Ruas compitió brevemente en el World Vale Tudo Championship, consiguiendo victorias sobre otros veteranos de la UFC como Patrick Smith y Steve Jennum. Su mayor participación en esta pequeña liga fue una revancha con Oleg Taktarov, el que había causado su eliminación de Ultimate Ultimate. Esta lucha contó con la misma dinámica que su anterior encuentro, con Ruas anulando todos los ataques de Taktarov y usando su tremenda ventaja con los golpes para dañarle sin cesar; Oleg, por su parte, era suficientemente resiliente para encajar el daño, por lo que no se produjo ningún KO. El encuentro finalizó en empate, ya que las reglas de WVC no contemplaban jueces, pero Marco consideró cumplida su venganza al haber dominado completamente a Taktarov, y le estrechó la mano cuando acabó la pelea.

### PRIDE Fighting Championships (1998)
En 1998, Ruas hizo su debut para la promoción japonesa PRIDE en su segundo evento, donde se las vio con el experto en kickboxing Gary Goodridge. Éste era también poseedor de un golpeo potente, y los primeros minutos de la ronda vieron al lutador brasileño recibiendo varios impactos y sufriendo un hematoma en la ceja; sin embargo, su habilidad en el suelo le permitió detener la ventaja de Gary y someterle con un heel hook. Seguidamente, Ruas asió un micrófono y solicitó una lucha futura contra Rickson Gracie, quien había competido en PRIDE 1, pero no obtuvo respuesta.
El segundo y último combate de Marco en PRIDE sería contra Alexander Otsuka, luchador profesional de la promoción BattlARTS. Desafortunadamente para Ruas, su salud se resintió gravemente antes del encuentro, lesionándose gravemente una rodilla en los entrenamientos y siendo diagnosticado de hepatitis, por lo que tuvo que entrar en el ring bajo fuerte medicación. Un Ruas apático y debilitado encontró dificultades contra Otsuka, que suponía un rival tosco pero tenaz, y si bien el brasileño casi logró un rear naked choke al final de la ronda, ésta se agotó sin éxito para él. Comenzada la segunda, Marco era ya incapaz de articular ninguna ofensiva, y tras una serie de golpes del luchador japonés, mandó a sus asistentes que tiraran la toalla. Este es considerado el punto más bajo de la carrera de Ruas.

## Campeonatos y logros

### Artes marciales mixtas
- Ultimate Fighting Championship
  - UFC 7 Tournament (1995)
  - UFC Viewers Choice Award

- World Vale Tudo Championship
  - WVC Superfight Championship (1 vez)

### Otros
- Brazilian Muay Thai Championship (4 veces)[15]
- Brazilian Rio de Janeiro Boxing Championship (1 vez)[15]

## Registro en artes marciales mixtas
| Resultado | Récord | Oponente            | Método                      | Evento                         | Fecha                   | Ronda | Tiempo | Localización                        | Notas |
| --------- | ------ | ------------------- | --------------------------- | ------------------------------ | ----------------------- | ----- | ------ | ----------------------------------- | ----- |
| Derrota   | 9-4-2  | Maurice Smith       | TKO (parada del equipo)     | IFL Chicago                    | 19 de mayo de 2007      | 4     | 3:43   | Chicago, Illinois, Estados Unidos   |       |
| Victoria  | 9-3-2  | Jason Lambert       | Sumisión (heel hook)        | Ultimate Pankration 1          | 11 de noviembre de 2001 | 1     | 0:56   | Cabazon, California, Estados Unidos |       |
| Derrota   | 8-3-2  | Maurice Smith       | TKO (parada del equipo)     | UFC 21                         | 16 de julio de 1999     | 1     | 5:00   | Cedar Rapids, Iowa, Estados Unidos  |       |
| Derrota   | 8-2-2  | Alexander Otsuka    | TKO (parada del equipo)     | PRIDE 4                        | 11 de octubre de 1998   | 2     | 10:00  | Tokio, Japón                        |       |
| Victoria  | 8-1-2  | Gary Goodridge      | Sumisión (heel hook)        | PRIDE 2                        | 15 de marzo de 1998     | 1     | 9:09   | Yokohama, Kanagawa, Japón           |       |
| Victoria  | 7-1-2  | Patrick Smith       | Sumisión (heel hook)        | World Vale Tudo Championship 4 | 16 de marzo de 1996     | 1     | 0:39   | Río de Janeiro, Brasil              |       |
| Empate    | 6-1-2  | Oleg Taktarov       | Empate                      | World Vale Tudo Championship 2 | 10 de noviembre de 1996 | 1     | 31:12  | Río de Janeiro, Brasil              |       |
| Victoria  | 6-1-1  | Steve Jennum        | Sumisión (puñetazos)        | World Vale Tudo Championship 1 | 14 de agosto de 1996    | 1     | 1:44   | Tokio, Japón                        |       |
| Derrota   | 5-1-1  | Oleg Taktarov       | Decisión (dividida)         | Ultimate Ultimate 1995         | 16 de diciembre de 1995 | 1     | 18:00  | Denver, Colorado, Estados Unidos    |       |
| Victoria  | 5-0-1  | Keith Hackney       | Sumisión (rear naked choke) | Ultimate Ultimate 1995         | 16 de diciembre de 1995 | 1     | 2:39   | Denver, Colorado, Estados Unidos    |       |
| Victoria  | 4-0-1  | Paul Varelans       | TKO (puñetazos)             | UFC 7                          | 8 de septiembre de 1995 | 1     | 13:17  | Buffalo, Nueva York, Estados Unidos |       |
| Victoria  | 3-0-1  | Remco Pardoel       | Sumisión (posición)         | UFC 7                          | 8 de septiembre de 1995 | 1     | 12:27  | Buffalo, Nueva York, Estados Unidos |       |
| Victoria  | 2-0-1  | Larry Cureton       | Sumisión (heel hook)        | UFC 7                          | 8 de septiembre de 1995 | 1     | 3:23   | Buffalo, Nueva York, Estados Unidos |       |
| Victoria  | 1-0-1  | Francisco Francisco | Sumisión (rear naked choke) | Ruas Vale Tudo                 | 21 de enero de 1992     | 1     | 0:26   | Manaus, Brasil                      |       |
| Empate    | 0-0-1  | Francisco Pinduka   | Empate                      | Jiu-Jitsu vs Martial Arts      | 30 de noviembre de 1984 | 1     | 20:00  | Río de Janeiro, Brasil              |       |

## Filmografía
| Título                        | Papel    | Año  |
| Kickboxer III: The Art of War | Cameo    | 1992 |
| The Eliminator                | Salvador | 2004 |